# Amoco
Amoco Corporation, первоначально Standard Oil Company (Indiana) — транснациональная химическая и нефтяная компания, являющаяся одним из крупнейших производителей нефти и газа в мире. Основана в 1889 году в Индиане.
Компания, располагающая глобальной сетью, имеет 42 тысячи работников в различных странах. Компания является крупнейшим производителем природного газа в Северной Америке. Также осуществляет деятельность в области энергетики, нефте- и газопереработки, химии и нефтехимии. С сентября 1994 года «АМОКО» участвует в крупных проектах, предусматривающих совместное использование энергоресурсов, расположенных в азербайджанском секторе Каспийского моря. В конце 1998 года «АМОКО» объединилась с британской компанией «British Petroleum». Две крупнейшие в мире нефтяные компании «Би-Пи» и «АМОКО», объединившись, приняли логотип «bp». В настоящее время «bp» известна как англо-американская компания.
Объём продаж 21,2 млрд дол., чистая прибыль 2,1 млрд дол., добыча нефти 40 млн т, из них 45 % в США, переработка 44,1 млн т, число занятых 53,4 тыс. человек (конец 1980-х гг.).